# Lidměřice

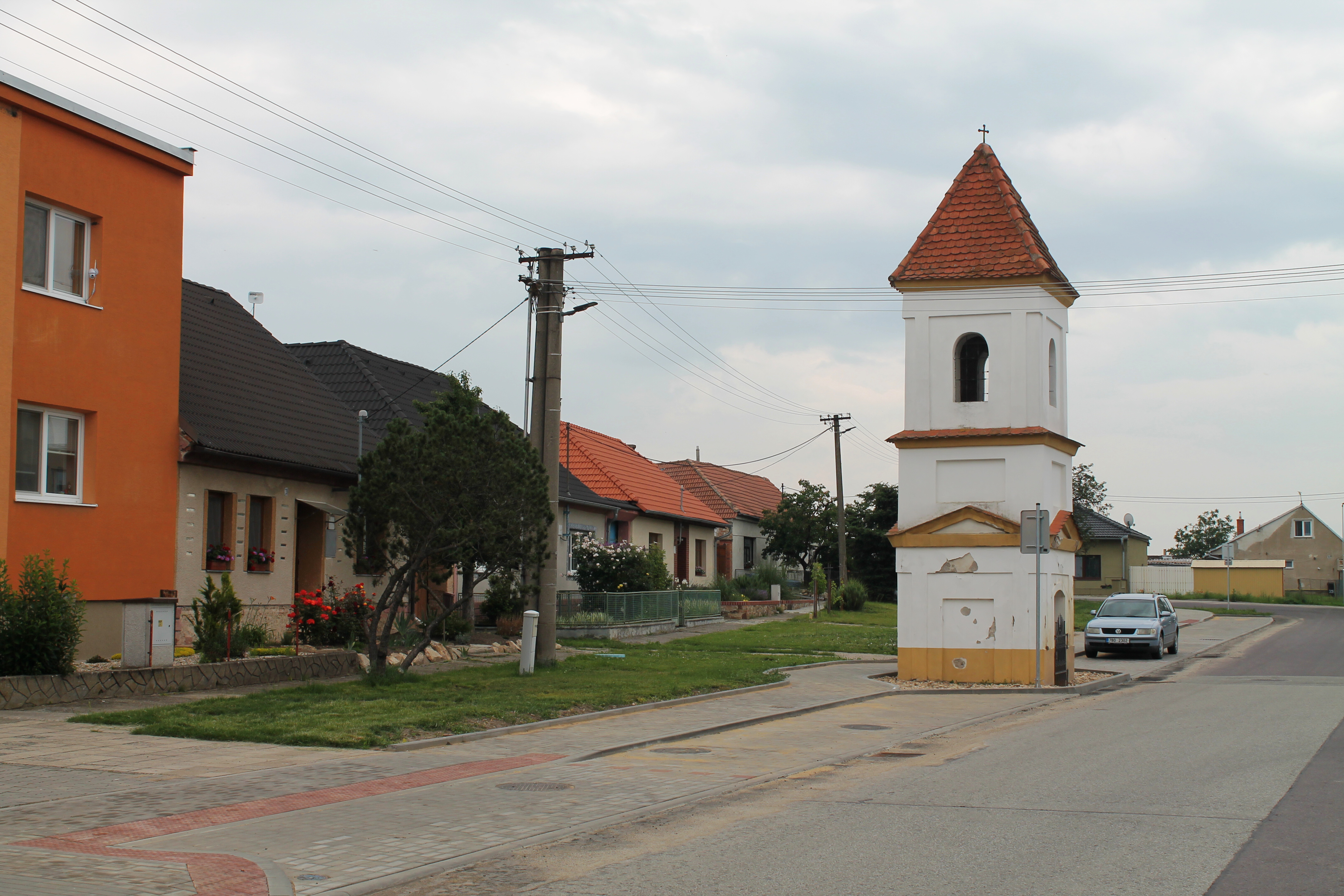
Dorfanger mit Glockenturm

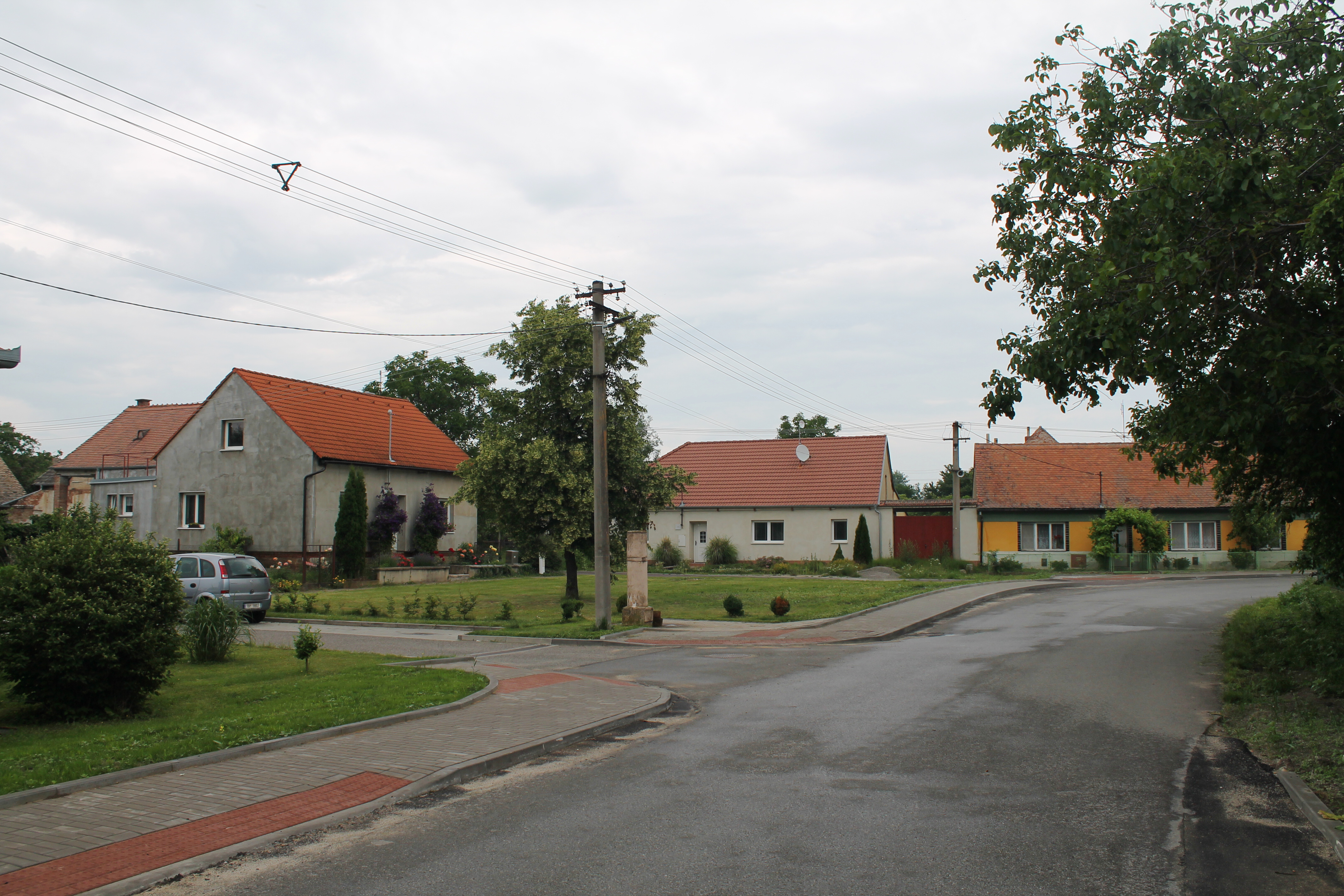
Häuslerzeile

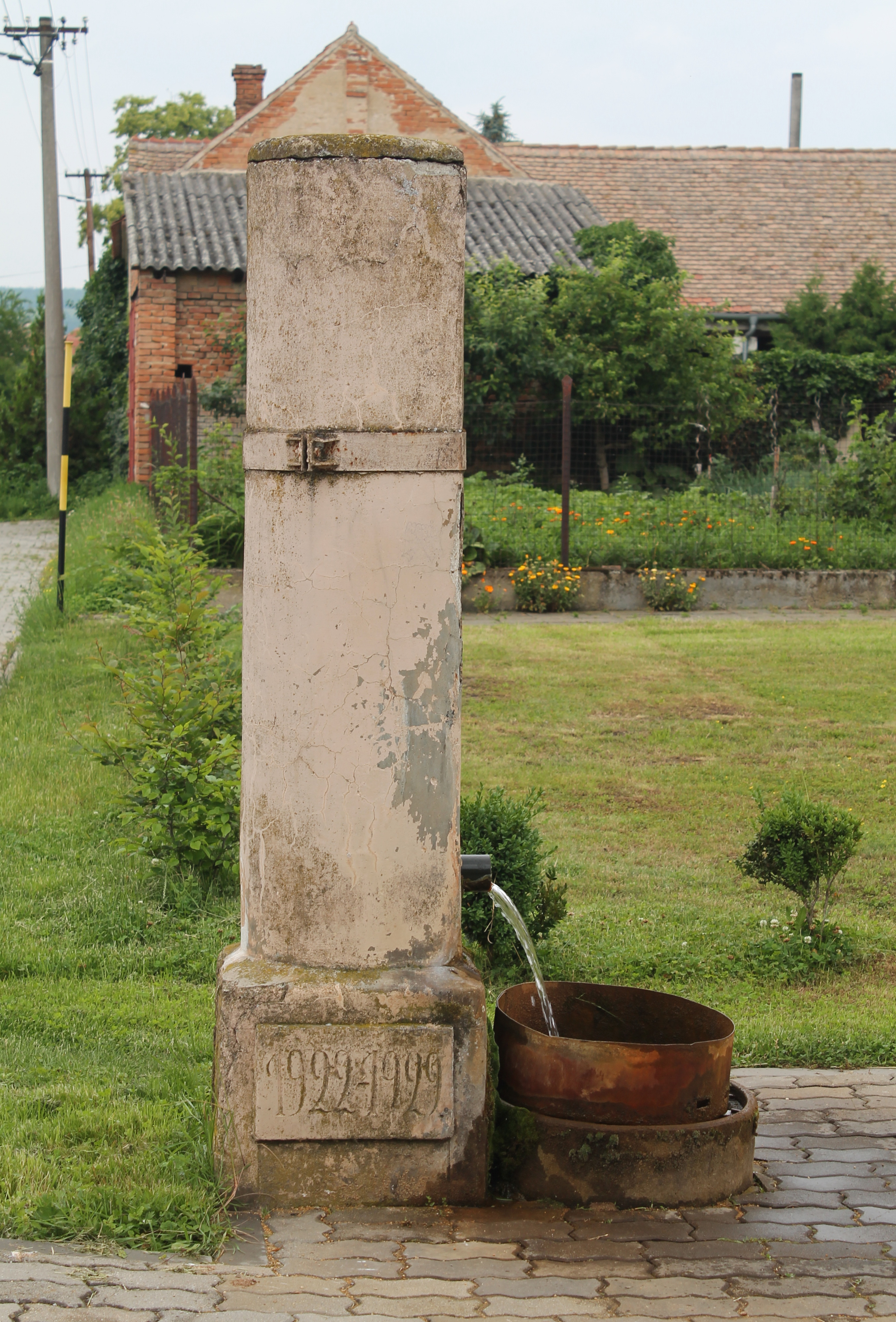
Artesischer Brunnen

Lidměřice (deutsch Lidmeritz) ist eine Ortschaft der Minderstadt Olbramovice in Tschechien. Sie liegt südöstlich von Olbramovice und gehört zum Okres Znojmo. 

## Geographie
Das Längsangerdorf Lidměřice erstreckt sich linksseitig des Olbramovický potok (Wolframitzer Bach) in der Thaya-Schwarza-Senke. Lidměřice befindet sich in einer artesischen Zone eines Niederungsmoors, das sich bis Suchohrdly u Miroslavi und Damnice erstreckt.
Nachbarorte sind Kubšice im Norden, Šumice im Nordosten, Pohořelice im Osten, Branišovice und Vinohrádky im Südosten, Babice im Süden, Želovice im Westen sowie Olbramovice im Nordwesten.

## Geschichte
Die erste urkundliche Erwähnung von Lidměřice erfolgte 1358, als Adam von Lidmeric seiner Frau Einkünfte auf den Hof verschrieb. Drei Jahre später verglich er sich mit seinen Brüdern Bertold, Peter und Heinrich über deren Anteil von zwei Äckern, zwei Lahn, zwei Gehöften und einer einradigen Mühle. Im Jahre 1378 veräußerte Heinrich von Haugwitz einen Hof in Lidmeritz an Thoman von Wistuben. Nachdem Andreas von Bítov das Dorf einschließlich eines Hofes von Markgraf Jobst von Mähren als Geschenk erhalten hatte, verschrieb er 1406 seiner Frau Margarethe darauf einen jährlichen Zins. Johann Lechwicky von Zástřizl überließ 1493 neun Lahn in Lidmeritz dem Stift Selau; den übrigen Teil des Dorfes ließ er 1503 dem Jaroš von Želenek intabulieren. Letzter trat den Besitz umgehend an Sigmund von Daubrawic ab, der ihn 1512 an Znata von Drahanowic und Johann von Herultic überschrieb. Johann von Drahanowic vererbte seinen Besitz in Lidmeritz 1533 an Smil Osowsky von Daubrawic. Im Jahre 1537 veräußerte Johann von Herultic auf Budkowitz seinen Anteil dem Besitzer des Gutes Bochtitz, Johann Kusy von Mukoděl. Burian Osowsky von Daubrawic verkaufte 1550 seinen Teil des Dorfes zusammen mit Rokytná an Sigmund Valecký von Mírov. Im Jahre 1567 tauschte Georg Valecký von Mírov die Herrschaft Mislitz mit allem Zubehör, darunter auch Lidmeritz und dem Markt Wolframitz, bei Wenzel Hodický von Hoditz gegen das Gut Hostim ein. Das Stift Selau verkaufte 1594 seinen Lidmeritzer Anteil an die Abtei Strahov. Während des Dreißigjährigen Krieges wurde Lidmeritz im Jahre 1619 durch die Truppen des kaiserlichen Feldmarschalls Dampierre verwüstet. Nach der Schlacht am Weißen Berg wurde der Besitz des Aufständischen Zdenek Hoditzky von Hoditz konfisziert; am 16. Dezember 1634 verkaufte König Ferdinand II.  das eingezogene Gut Wolframitz mit dem Markt Wolframitz, den Dörfern Aschmeritz, Kupschitz, Schömitz und Lidmeritz sowie der Wüstung Palikowitz für 48.000 mährische Gulden an Gundaker Fürst von Liechtenstein, der es mit seiner Herrschaft Krummau vereinigte, die fast 300 Jahre im Besitz des Hauses Liechtenstein verblieb.
Am 15. September 1687 verkaufte die Abtei Strahov ihren Lidmeritzer Anteil zusammen mit dem Dorf Jesram für 13.000 Rheinischer Gulden an das Zisterzienserinnenstift Maria Saal, das den neuerworbenen Besitz seinem Gut Frainspitz zuschlug. Nach der Aufhebung des Königinklosters Altbrünn fiel das Gut Frainspitz 1782 dem Religionsfonds zu. Am 8. Oktober 1807 ersteigerte die Vormundschaft des minderjährigen Prinzen Karl von Liechtenstein das Gut Frainspitz für 240.000 Gulden und schloss es an das kleine Majorat des Hauses Liechtenstein (Herrschaft Krummau) an. Damit waren beide Anteile von Lidmeritz vereinigt. 1793 gab es in Lidmeritz 27 Häuser, in denen 179 Menschen lebten; zum Dorf gehörten 61 ha Weingärten. 
Im Jahre 1834 bestand das im Znaimer Kreis in einer sehr fruchtbaren Ebene gelegene Dorf Lidmeritz bzw. Ljdměřice aus 28 Häusern mit 181 deutschsprachigen Einwohnern. Haupterwerbsquelle bildeten die Landwirtschaft sowie der Obst- und Weinbau. Pfarr- und Schulort war Wolframitz. Bis zur Mitte des 19. Jahrhunderts blieb Lidmeritz der Fideikommiss-Primogeniturherrschaft Mährisch-Krummau untertänig.
Nach der Aufhebung der Patrimonialherrschaften bildete Lidmeritz / Lidměřice ab 1848 eine Gemeinde im Gerichtsbezirk Kromau. 1848 erfolgte der Bau eines steinernen Glockenturmes auf dem Anger. Ab 1869 gehörte Lidmeritz zum Bezirk Kromau; zu dieser Zeit hatte das Dorf 142 Einwohner und bestand aus 28 Häusern. Der Weinbau verlor zum Ende des 19. Jahrhunderts immer mehr an Bedeutung; die Weingärten hatten 1900 nur noch eine Ausdehnung von acht Hektar. Im Jahre 1900 lebten in Lidmeritz 158 Personen; 1910 waren es 150. In der ersten Hälfte des 20. Jahrhunderts wurden artesische Brunnen gebohrt. Nach dem Ersten Weltkrieg zerfiel der Vielvölkerstaat Österreich-Ungarn, das Dorf wurde 1918 Teil der neu gebildeten Tschechoslowakischen Republik. 
Beim Zensus von 1921 lebten in den 33 Häusern von Lidmeritz 172 Personen, darunter 154 Deutsche und 17 Tschechen.
Die Elektrifizierung des Dorfes erfolgte 1928. Im Jahre 1930 bestand Lidmeritz aus 39 Häusern und hatte 153 Einwohner, darunter 124 Deutsche und 28 Tschechen. Nach dem Münchner Abkommen wurde die Gemeinde 1938 dem Großdeutschen Reich zugeschlagen und gehörte bis 1945 zum Kreis Znaim. 1939 lebten 150 Personen in Lidmeritz.
Nach dem Ende des Zweiten Weltkrieges kam Lidměřice 1945 zur Tschechoslowakei zurück, es erfolgte die Wiederherstellung der alten Bezirksstrukturen. 1946 wurden alle deutschsprachigen Bewohner vertrieben. Im Jahre 1949 erfolgte der Zusammenschluss der Gemeinden Babice, Lidměřice, Olbramovice und Želovice zu einer Gemeinde Olbramovice. Im Jahre 1950 hatte Lidměřice nur noch 123 Einwohner. Bei der Gebietsreform von 1960 wurde Lidměřice im Zuge der Aufhebung des Okres Moravský Krumlov dem Okres Znojmo zugeordnet; zugleich verlor das Dorf den Status eines Ortsteils. Der Katastralbezirk Lidměřice wurde 1966 dem Katastralbezirk Olbramovice u Moravského Krumlova zugeschlagen. Im Laufe des 20. Jahrhunderts wuchs Lidměřice entlang der Ortsverbindungsstraße mit Olbramovice zu einer Einheit zusammen. Von Želovice und Babice ist das Dorf nur durch den Bachlauf des Olbramovický potok getrennt.

## Sehenswürdigkeiten
- Gemauerter Glockenturm, errichtet 1848
- Artesischer Brunnen, angelegt 1928